# Гудзь, Павел Данилович
Па́вел Дани́лович Гудзь (28 сентября 1919 года, село Стуфчинцы Проскуровского района Каменец-Подольской области УССР — 5 мая 2008 года, Москва) — доктор военных наук, профессор Военной академии бронетанковых войск, заслуженный деятель науки РСФСР, генерал-полковник. Танкист-ас во время Великой Отечественной войны — 5 декабря 1941 года его танк КВ-1 в одном бою уничтожил 10 танков противника. Всего же экипажем П. Д. Гудзя было уничтожено 18 танков противника.

## Биография

### Ранние годы
Родился 28 сентября 1919 года в селе Стуфченцы Проскуровского района Каменец-Подольской области (ныне Хмельницкий район Хмельницкой области) в крестьянской семье. Павел уже заканчивал сельскую школу, когда его отец, Данила Леонтьевич, уехал на заработки на Дальний Восток бригадиром грузчиков в порту. Вскоре отец погиб в результате несчастного случая. Мать, Степанида Пантелеймоновна, воспитывала сына одна.
После школы-семилетки Павел Гудзь поступил в Водычский техникум политпросветработников, по окончании которого был распределён в город Сатанов — сначала в районный Дом культуры, а затем в 1937 году — на должность инспектора народного образования в Сатановский райисполком. Через некоторое время, хорошо справляющегося со своими обязанностями молодого и перспективного работника П. Д. Гудзя приняли в ВКП(б). В августе 1939 году поступил во 2-е Саратовское  танковое училище, которое окончил с отличием в начале июня 1941 года. В училище изучал тяжелый танк Т-35 и тяжёлый танк КВ-1.
П. Д. Гудзь получил назначение в Киевский Особый военный округ. В середине июня 1941 года в звании лейтенанта он прибыл в 63-й танковый полк 32-й тяжёлой танковой дивизии 4-го механизированного корпуса под командованием генерал-майора А. А. Власова.

### Начало Великой Отечественной войны
В субботу 21 июня 1941 года командир взвода лейтенант П. Д. Гудзь заступил дежурным по части. Утром 22 июня 1941 года по боевой тревоге взвод управления (пять танков КВ-1, два — Т-34 и 2 — БА-10), которым командовал П. Д. Гудзь, во главе колонны полка двигался в сторону западной границы в район Кристинополя. Встретив передовой отряд немцев, Гудзь повёл взвод на сближение и первым уничтожил вражеское орудие. К 12 часам дня взвод Гудзя уже подбил пять немецких танков, три бронетранспортёра и несколько автомашин. В ряде источников утверждается, что одним из немецких танков, уничтоженных гудзем в этом бою, был редкий трехбашенный Nb.Fz. В тот же день командирский КВ под управлением механика-водителя Галкина (в прошлом — испытателя танков Кировского завода в Ленинграде) нанёс скользящий удар в направляющее колесо вражескому танку Pz Kpfw III, сбил с него гусеницу и затем сильным ударом свалил в кювет. Согласно некоторым источникам, это был первый танковый таран в Великой Отечественной войне. Сам Гудзь уничтожил прямым попаданием противотанковое орудие с расчётом. В его танк было несколько попаданий немецких снарядов, но безрезультатно.
За этот первый бой лейтенант П. Д. Гудзь был представлен к ордену Красного Знамени.
В период с 22 по 29 июня дивизия вела оборонительные бои в районе Львова. Прикрывая отход танковой колонны через город, экипаж лейтенанта П. Д. Гудзя уничтожил ещё 5 танков, за что был вторично представлен к ордену Красного Знамени, который, как и в первом случае, ему так и не был вручён.
С первых дней июля 1941 года 32-я танковая дивизия участвует в обороне Бердичева. К концу месяца, дивизия попадает в окружение под Уманью. В начале августа 1941 года остаткам дивизии удаётся прорвать кольцо окружения и пробиться к своим. После этого оставшиеся в наличии боевые машины были сведены в один батальон и переданы в распоряжение Командующего Киевским укрепрайоном. 10 августа 1941 года 32-я танковая дивизия, сосредоточенная в районе г. Прилуки, была расформирована. Воинами 32-й танковой дивизии было подбито 110 танков и уничтожено 96 орудий противника.

### Оборона Москвы

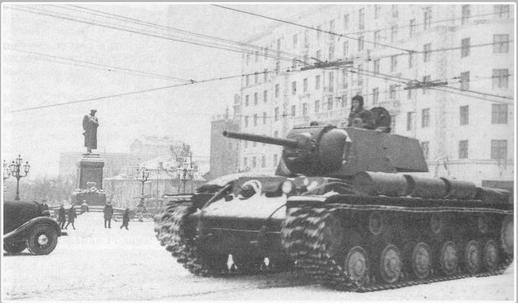
Лейтенант П. Д. Гудзь на своём танке КВ-1 движется с Красной площади после участия в Военном параде 7 ноября 1941 года.(Фотография перевёрнута слева направо)

К концу августа 1941 года лейтенант П. Д. Гудзь был зачислен старшим адъютантом 89-го отдельного танкового батальона. Для получения новой техники получил приказ выехать в Москву.
7 ноября 1941 года П. Д. Гудзь участвовал в военном параде на Красной площади. На кадрах кинохроники оказался запечатлённым лейтенант П. Д. Гудзь, проезжающий на своём танке КВ мимо памятника А. С. Пушкину. Сразу же после парада все танки КВ были отправлены на фронт, в распоряжение 16-й армии, которая вела бои с противником в районе Скирманово-Козлово.

### Бой в деревне Нефедьево
26 ноября 1941 года частями 78-й стрелковой дивизии под командованием полковника А. П. Белобородова была оставлена Истра, а 30 ноября части немецкой 10-й танковой дивизии захватили деревню Нефедьево в 35-ти километрах от Москвы.
К началу декабря после почти месяца непрерывных боев в 89-м батальоне П. Д. Гудзя остался лишь один КВ-1 и несколько лёгких танков. По рассказу Гудзя, записанного в 1989 году спецкором газеты «Труд» И. Дыниным, «89-й отдельный танковый батальон, которым командовал старший лейтенант К. Хорин, разрывали на части. Сначала для поддержки рот брали по взводу, потом по одному танку. Иного выхода у командования не было. Силы подразделений таяли. Когда телефонист в очередной раз передал трубку Хорину, у него в распоряжении было только два танка». Выбор пал нал П. Д. Гудзя. Под прикрытием артобстрела танк лейтенанта Гудзя ночью подошел к берегу реки Грязёвы. С рассветом 5 декабря он открыл огонь прямой наводкой по немецким танкам в деревне. Восемь танков были подбиты сразу, а затем ещё два, когда Гудзь форсировал речку. По завершении трёхчасового боя танкисты насчитали 29 вмятин на броне, но ни один снаряд не пробил её насквозь.
За геройски проведённый бой лейтенант П. Д. Гудзь был удостоен ордена Ленина. По словам Маршала Советского Союза К. К. Рокоссовского, И. В. Сталин попросил Г. К. Жукова рассказать поподробнее о массовом героизме воинов 16-й армии. К. К. Рокоссовский дополнил рассказ Г. К. Жукова упоминанием о нескольких конкретных героических эпизодах, среди которых было озвучен и подвиг экипажа П. Д. Гудзя. И. В. Сталин спросил:

 — Он герой?
 — Нет.
 — Почему не герой? Дать!
 — Никак нельзя, — вмешался в их разговор Г. К. Жуков, — пояснив, что только накануне им был подписан приказ о награждении орденами и медалями этого геройского экипажа, а непосредственно самого лейтенанта Гудзя он представил к ордену Ленина.
В ответ на это, И. В. Сталин что-то проворчав, резко бросил в сторону Г. К. Жукова:
 — Дурак!

### 1942—1944
С началом контрнаступления советских войск под Москвой старший лейтенант П. Д. Гудзь в составе 89-го отдельного танкового батальона принимает участие в штурме Лудиной горы — господствующей над Волоколамском высоты, превращённой немцами в хорошо укреплённый опорный пункт обороны.
В мае 1942 года старший лейтенант П. Д. Гудзь назначен заместителем командира 89-го отдельного танкового батальона, а после его расформирования в июле 1942 года он — уже в звании капитана — назначается на должность командира 574-го танкового батальона 212-й танковой бригады, входящей в состав войск Донского фронта.
В ноябре 1942 года П. Д. Гудзь получает звание майора, и его назначают заместителем командира 8-го отдельного гвардейского тяжёлого танкового полка прорыва. В боях под Сталинградом он был тяжело ранен (восемь ран: шесть — от засевших в груди осколков и два пулевых).
После госпиталя вернулся на фронт и в мае 1943 года стал заместителем командира 5-го отдельного гвардейского тяжёлого танкового полка, входившим в состав войск Юго-Западного (впоследствии 3-го Украинского) фронта. Осенью 1943 года он уже в звании подполковника становится командиром этого полка.
В Запорожье в районе Днепрогэса КВ Гудзя был подбит. Двое членов экипажа погибли, а Павел Данилович получил тяжёлое ранение. У него была повреждена левая ключица и раздроблена кисть левой руки. Отрезав остатки кисти ножом, из уже подбитой машины П. Д. Гудзь уничтожил два немецких «Тигра». После повторного попадания в КВ, его, потерявшего сознание, вытащил механик-водитель.
После госпиталя, получив протез руки, он снова вернулся на фронт, и уже в апреле 1944 года вновь вступил в командование 5-м отдельным гвардейским тяжёлым танковым полком. Через месяц в полк прибыл маршал бронетанковых войск Я. Н. Федоренко, осуществлявший в то время инспекторские поездки по тяжёлым танковым полкам прорыва, оснащёнными танками ИС-85. По его инициативе в мае 1944 года П. Д. Гудзь был зачислен слушателем командного факультета Военной академии бронетанковых войск.

### Послевоенные годы
В 1947 году окончил Военную академию бронетанковых войск с золотой медалью. После учёбы в адъюнктуре работал преподавателем. Затем был заместителем (с апреля 1951 года) и начальником кафедры тактики высших соединений (с ноября 1953 года), руководил спецгруппой по разработке ряда научных трудов, связанных с совершенствованием боевой готовности бронетанковых войск. В июне 1958 года П. Д. Гудзь назначен начальником кафедры атомного оружия. Как специалист-ядерщик, принимал активное участие в подготовке и проведении учений в Тоцком.
В специальной группе Генштаба П. Д. Гудзь разрабатывал проблемы стратегического развертывания вооружённых сил в случае ядерной войны. Возглавлял межведомственную правительственную комиссию по принятию на вооружение боевой машины пехоты БМП-3. Автор свыше 300 научных трудов.
В августе 1970 года становится заместителем начальника Военной академии бронетанковых войск, а в феврале 1985 — первым заместителем начальника академии. Генерал-майор танковых войск (7.05.1960), генерал-лейтенант танковых войск (20.05.1971). Вышел в отставку в октябре 1989 года. Профессор, доктор военных наук, Заслуженный деятель науки РСФСР, лауреат премии им. А. П. Маресьева и генерал-полковник танковых войск в отставке.
Участник более 25-ти парадов на Красной площади, по которой он не раз проходил строем не только в числе участников Великой Отечественной войны, но и в составе сводной колонны Военной академии бронетанковых войск им. Р. Я. Малиновского.
В качестве общественного деятеля П. Д. Гудзь являлся членом Президиума Московского городского Совета ветеранов Великой Отечественной войны, а также заместителем председателя Международной общественной организации «Солдаты в борьбе за мир».
Умер 5 мая 2008 года в Москве. Похоронен на Троекуровском кладбище.

## Семья
У П. Д. Гудзя и его супруги, Галины Мечеславовны, две дочери: старшая Лариса Павловна — кандидат физико-математических наук, младшая Елена Павловна — физик.

## Награды
- Орден «За заслуги перед Отечеством» IV степени (28 апреля 1995) — за многолетнюю плодотворную работу по патриотическому воспитанию молодёжи, социальной защите ветеранов и укреплению дружбы между народами[7]
- Два ордена Ленина (1941)
- Два ордена Красного Знамени (1941)
- Орден Александра Невского
- Орден Отечественной войны I степени
- Орден Отечественной войны II степени
- Орден Трудового Красного Знамени
- Два ордена Красной Звезды
- Орден «За службу Родине в Вооружённых Силах СССР» III степени
- Медаль «За боевые заслуги»
- Медаль «В ознаменование 100-летия со дня рождения Владимира Ильича Ленина»
- Медаль «За оборону Москвы»
- Медаль «За оборону Сталинграда»
- Медаль «За победу над Германией в Великой Отечественной войне 1941—1945 гг.»
- Медаль «20 лет Победы в Великой Отечественной войне 1941—1945 гг.»
- Медаль «30 лет Победы в Великой Отечественной войне 1941—1945 гг.»
- Медаль «40 лет Победы в Великой Отечественной войне 1941—1945 гг.»
- Медаль «50 лет Победы в Великой Отечественной войне 1941—1945 гг.»
- Медаль «60 лет Победы в Великой Отечественной войне 1941—1945 гг.»
- Медаль «30 лет Советской Армии и Флота»
- Медаль «40 лет Вооружённых Сил СССР»
- Медаль «50 лет Вооружённых Сил СССР»
- Медаль «60 лет Вооружённых Сил СССР»
- Медаль «70 лет Вооружённых Сил СССР»
- Медаль «Ветеран Вооружённых Сил СССР»
- Медаль «В память 800-летия Москвы»
- Медаль «За укрепление боевого содружества»
- Медаль «За безупречную службу» I степени
- Заслуженный деятель науки РСФСР
- Премия им. А. П. Маресьева (2006)[8]
- Медаль Жукова
- Медаль «В память 850-летия Москвы»

## Память
Решением Совета депутатов Муниципального образования «Красногорский район» Московской области от 24 июня 2004 года П. Д. Гудзю было присвоено звание «Почётный гражданин Красногорского района».
5 декабря 2007 года, в день начала контрнаступления под Москвой, 65 лет спустя на знаменательном месте у деревни Нефедьево установили танк Т-55, а в 2011 году здесь же установлен бюст генерал-полковнику П. Д. Гудзю.